# Stand Up! Was bleibt, wenn alles weg ist
Stand Up! Was bleibt, wenn alles weg ist ist eine deutsche Tragikomödie aus dem Jahr 2021, die von dem deutschen Schauspieler und Regisseur Timo Jacobs mitgeschrieben und produziert wurde. In dem Film spielt Timo Jacobs selbst den gescheiterten Comedian Charlie Schwarzer, der verzweifelt versucht an seine einstmals erfolgreiche Karriere anzuknüpfen. In weiteren Rollen spielen Pegah Ferydoni, Dieter Landuris, Katy Karrenbauer, Sandra von Ruffin und Alina Levshin.

## Handlung
Charlie Schwarzer trauert seinen großen Erfolgen als Comedian nach. Er galt als großer Star der deutschen Comedyszene, doch diese Zeiten sind schon lange vorbei. Das sieht der Entertainmentkünstler nicht ein und versucht es erneut auf der Bühne, doch leider erfolglos. Eigentlich wollte Charlie an diesem Punkt seines Lebens schon längst ein großer Stand-up-Komiker sein, doch langsam muss er sich eingestehen, dass die Comedy-Karriere sich bislang nicht in die gewünschte Richtung entwickelt hat. Emilie, die Liebe seines Lebens, verlässt ihn kurz darauf. Seine immer wieder anhaltende Vergesslichkeit wird als Demenz diagnostiziert. Er erforscht seine Ausfälle und versucht seinen Humor neu zu entdecken. Dabei wird er in einen Kunstraub verwickelt.

## Kritiken
Ulrich Kriest von Filmdienst schreibt zur Vorstellung des Films bei den 55. Hofer Filmtagen 2021: „Die größte Überraschung im bunten Festivalprogramm war indes »Stand Up! Was bleibt, wenn alles weg ist« von Timo Jacobs. Konnte man ihn bei seinem Regiedebüt »Klappe Cowboy!« (2012) noch für einen Epigonen seines Entdeckers Klaus Lemke halten, so versprüht sein neuer Film eine Melancholie, die sich gewaschen hat und tatsächlich an Filme wie »Supermarkt« oder »Fat City« denken lässt.“
Carolin Raab schreibt in der Kölnischen Rundschau: „Melancholie ist die vorherrschende Stimmung des Films, inklusive trauriger Blicke ins Nichts mit passenden Indie-Pop-Balladen als Hintergrundmusik. Doch er fängt auch die Bedeutung der hoffnungsvollen Momente ein, egal wie klein sie auch sein mögen. Und obwohl Charlie als Komödiant seine Brötchen verdienen will, wünscht man ihm die notwendige Ernsthaftigkeit, um sein Leben wieder aufzuräumen.“